# امشه بارکا
اِمِشِه بارکا (به مجاری: Barka Emese؛ متولد ۴ نوامبر ۱۹۸۹) کشتی‌گیر آزادکار اهل مجارستان است.
از افتخارات وی می‌توان به کسب سه مدال برنز در مسابقات قهرمانی کشتی جهان ۲۰۱۳ و مسابقات قهرمانی کشتی جهان ۲۰۱۵ ومسابقات قهرمانی کشتی جهان ۲۰۱۸ اشاره کرد.